# 島ラジオ壱岐
特定非営利活動法人島ラジオ壱岐（しまラジオいき）は、長崎県壱岐市の一部地域を放送区域として超短波放送（FM放送）を行う特定地上基幹放送事業者である。
壱岐エフエムの愛称でコミュニティ放送を営んでいる。

## 概要
2011年（平成23年）開局。県内7局目で離島では初のコミュニティ放送局である。2004年（平成16年）に開始したミニFM「勝本FM」を前身とする。
スタジオは壱岐市ケーブルテレビの施設内に設置されている。24時間放送で、自主制作番組以外はミュージックバードとJ-WAVEの番組を再送信する。また、配信会社の番組も随時編成し放送している（詳しくは番組表を参照）。

## 沿革
- 2011年（平成23年）
  - 1月7日 -「特定非営利活動法人島ラジオ壱岐」として設立認証。
  - 2月8日 - 「特定非営利活動法人島ラジオ壱岐」として設立登記。
  - 4月8日 - 親局と中継局2局の放送局（現・特定地上基幹放送局）の予備免許を取得。
  - 4月27日 - 親局と中継局2局の放送局の免許を取得[1]。
  - 5月10日 - 開局。

## 送信所
| 送信所                                                   | 空中線電力 | 所在地                     |
| -------------------------------------------------------- | ---------- | -------------------------- |
| 親局                                                     | 20W        | 壱岐市郷ノ浦町若松触452-2  |
| 高の原中継局                                             | 20W        | 壱岐市芦辺町住吉東触687－1 |
| 勝本中継局                                               | 10W        | 壱岐市勝本町坂本触256      |
| 親局のコールサインは、JOZZ0BR-FM 周波数は、すべて76.5MHz |            |                            |

## 主な番組（2025年4月編成）
自主放送（生放送）は月曜日から金曜日が主体。イベント放送など特別番組の編成時は週末放送も行う。市民番組は30分番組を基本とし、毎週、隔週、月1回のいずれかの頻度で制作される。平日午後はミュージックバード、平日深夜から翌朝にかけてはJ-WAVEをネットする。

### 主な自主放送番組
- Radio One（月・木 12:00 - 13:00、月 - 金　17:00 - 19:00）
- 壱州人プログラム「市民による自由な表現番組」（月 - 木 9:00 - 10:00、13:00 - 15:00、10:00 - 15:00）
- 昭和歌謡四方山話（月 - 木 9:00 - 9:30）※壱岐市ケーブルテレビで放送されている番組を再放送
- 以下の番組は都合により休止中とされている。
- スクラップソウル
- アイランドラバー - I.K.I ISLAND SOUNDによるレゲエ番組
- アジケンのドンパン!
- イッチーのギター旅行

### 他の配信会社などの制作番組
- みんなのアカデミア（月 13:00 - ） ‐ 鎌倉FM提供
- 堀江淳のファインミュージックアワー（火 10:00 - 10:30）
- ビートルズNo.5!（火 10:30 - 11:00）
- ジンケトリオ（火 11:00 - 11:30）

ロック裁判所（火 11:30 - 12:00）
- 宮治淳一のアワ・ヒットパレード（火 12:00 - ） - FM湘南提供
- EmiLyのおしゃれフリーク（火 13:00 - ）
- ミュージックデリバリー（木 11:00 - ）
- なうい洋一のコミカル症候群（木 10:00 - ）
- 梶原和義の人間宇宙論